# Жанаказан
Жанаказан (каз. Жаңақазан, до 199? г. — Новая Казанка) — село в Жангалинском районе Западно-Казахстанской области Казахстана. Административный центр Жанаказанского сельского округа. Код КАТО — 274037100.

## История
Было основано переселившимися в эти места татарскими торговцами. В 1880 году в поселение имелось 80 домов, с населением более 700 человек, из них 355 татар и 360 казахов.
До 23 декабря 1961 года Новая Казанка была центром Джангалинского района.

## Население
В 1999 году население села составляло 2447 человек (1235 мужчин и 1212 женщин). По данным переписи 2009 года, в селе проживало 2240 человек (1118 мужчин и 1122 женщины).